# دارين زانيار
دارين زانيار (ولد في 2 يونيو/حزيران 1987، في ستوكهولم) هو مغني بوب سويدي من أصل كردي. حصل على المركز الثاني في مسابقة آيدول (النسخة السويدية من برنامج سوبر ستار)، ولكنه بات سريعاً أحد أنجح الفنانين السويديين من حيث المبيعات، مع تواجد الكثير من أغانيه وأعماله الموسيقية في مراكز مرتفعة في تصنيفات الأغاني.
ولد دارين لأبوين من أصل كردي، هاجرا من مدينة حلبجة بالعراق. شارك في برنامج آيدول التلفزيوني في عام 2004، وحصل سريعاً على عدد كبير من المعجبين في السويد. في بداية عام 2005 سجل أول أعماله الموسيقية وهو ألبوم "The Anthem" بعد تعاقده مع شركة سوني BGM. حقق الألبوم نجاحاً كبيراً، وكانت أشهر أغانيه أغنية "Money for nothing"، والتي احتلت المركز الأول في العديد من تصنيفات المحطات الإذاعية الموسيقية. في نفس العام أطلق ألبوماً آخراً وهو "Darin"، وكانت أشهر أغانيه "Step up" و "Want ya"، والتي كانت من أكثر الأغاني المصورة المعروضة في قناة إم تي في في السويد في عام 2006. بقيت أغنية "Step up" في تصنيف الأغاني لمدة 16 أسبوعاً، حتى عندما أطلق أغنية "Who’s that girl" فعندها كانت لديه أغنيتين في تصنيف أفضل 10 أغاني في السويد. في عام 2006 حصل على العديد من الجوائز الموسيقية مثل جائزة الجرامي السويدية (Grammis)، وجائزة روكبيورن (Rockbjörn)، وجائزة من تلفزيون نكلوديون، وأخرى من فنلندا. وفي نهاية عام 2006 أطلق ثالث أعماله الموسيقية تحت اسم "Break the News"، والذي صعد للمركز الأول كأكثر الألبومات مبيعاً، مما جعله أحد أنجح الفنانين في السويد منذ عام 2005. في عام 2008 أصدر ألبومه الرابع تحت اسم "Flashback". عمل مع العديد من المنتجين المعروفين مثل رد ون.

## الأعمال الموسيقية

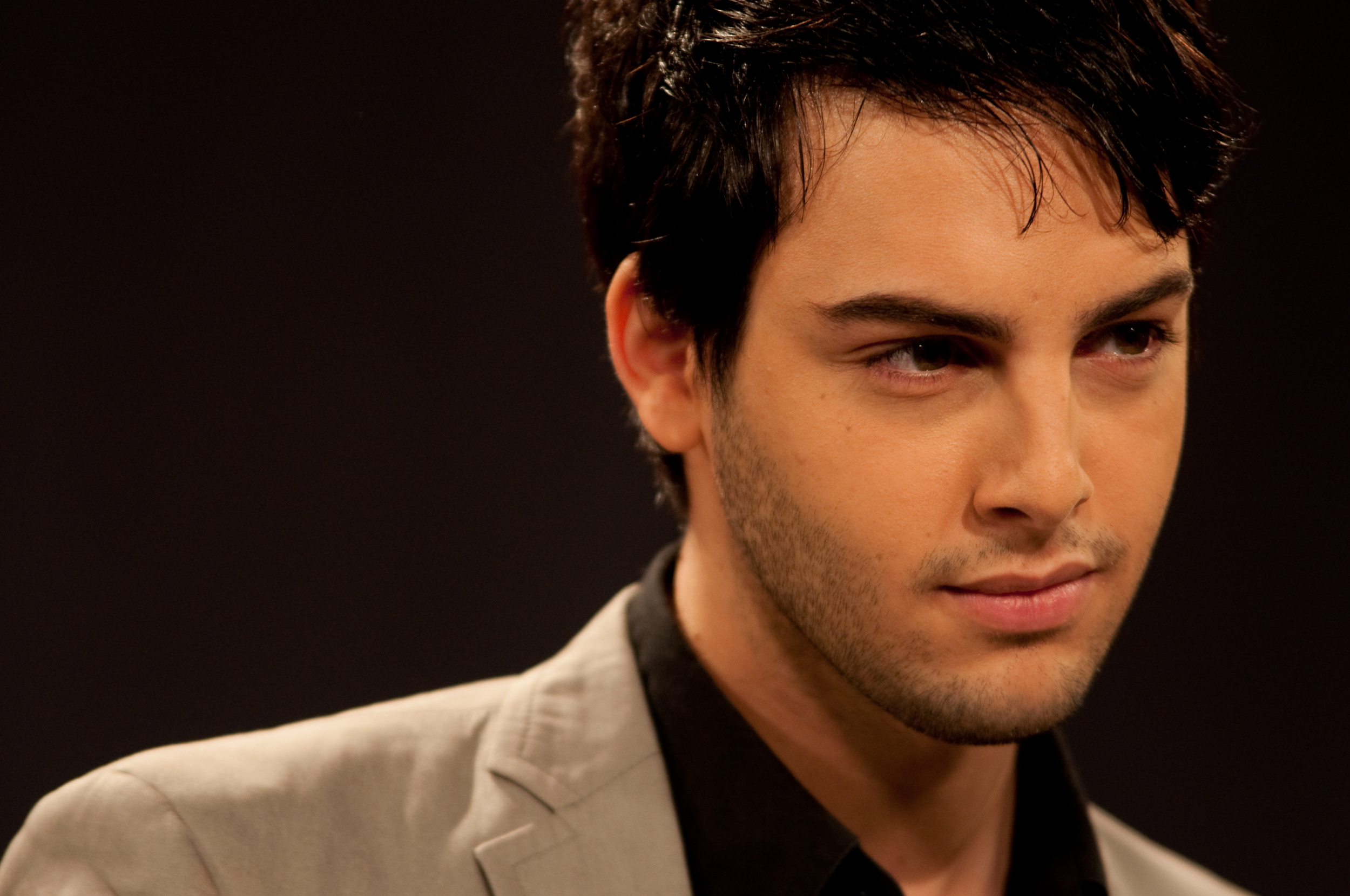
دارين زانيار

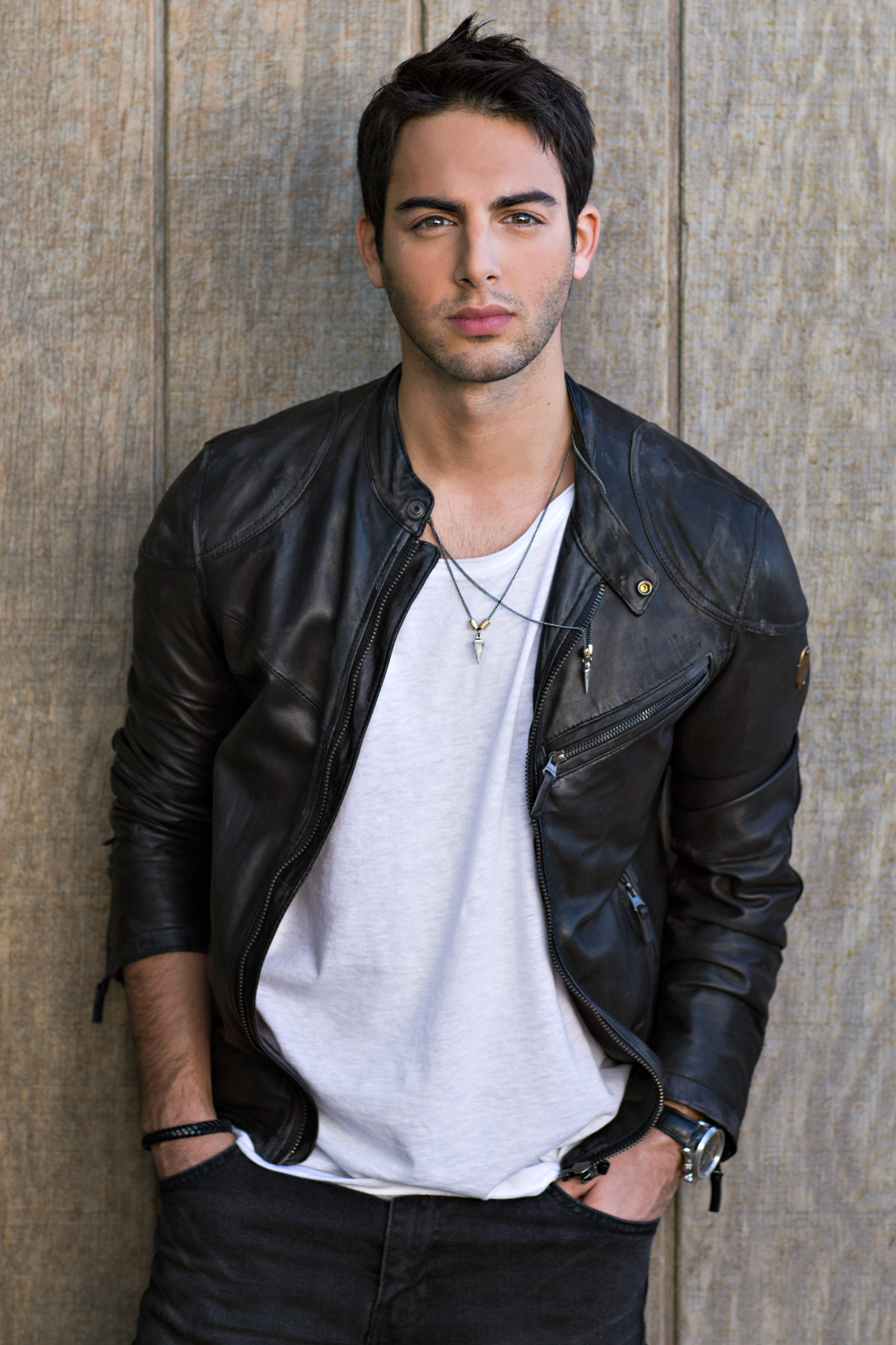
دارين زانيار

- 2005: The Anthem
- 2005: Darin
- 2006: Break The News
- 2008: Flashback
- 2010: Lovekiller
- 2013: Exit
- Fjärilar i magen :2015
- Tvillingen :2017

### السينغلز
- 2005 – "Money for Nothing"
- 2005 – "Why Does It Rain"
- 2005 – "Step Up"
- 2005 – "Who's That Girl"
- 2005 – "Want Ya!"
- 2006 – "Perfect"
- 2006 – "Everything But The Girl"
- 2006 – "Desire"
- 2007 – "Insanity"
- 2008 – "Breathing Your Love" feat. Kat DeLuna
- 2008 – "See U At The Club"
- 2008 – "Runaway"
- 2008 – "What If"[förtydliga]
- 2009 – "Viva La Vida"
- 2010 – "You're Out Of My Life"
- 2010 – "Can't Stop Love"
- 2010 – "Lovekiller"
- 2010 – "Microphone"
- 2012 – "Nobody Knows"
- 2012 – "Stockholm"
- 2012 – "En Apa Som Liknar Dig"
- 2012 – "I Can't Get You Off My Mind"
- 2012 – "Astrologen"
- 2012 – "Seven Days a Week"
- 2013 – "Playing With Fire"
- 2013 – "So Yours"
- 2013 – "Check You Out"
- 2014 – "Dream Away" feat. Eagle-Eye Cherry
- 2014 – "All Our Babies" feat. Sophie Zelmani
- 2014 – "Mamma Mia"
- 2015 - "Ta mig tillbaka"

## وصلات خارجية
- دارين زانيار على موقع IMDb (الإنجليزية)
- دارين زانيار على موقع روتن توميتوز (الإنجليزية)
- دارين زانيار على موقع ميوزك برينز (الإنجليزية)
- دارين زانيار على موقع أول ميوزيك (الإنجليزية)
- دارين زانيار على موقع ديسكوغز (الإنجليزية)
- دارين زانيار على موقع ديسكوغز (الإنجليزية)
- دارين زانيار على موقع قاعدة بيانات الفيلم (الإنجليزية)

- الموقع الرسمي